# Marcelo Tejera
Marcos Marcelo Tejera Battagliesi (Montevidéu, 6 de agosto de 1973) é um ex-futebolista uruguaio que atuava como meia.